# Honselersdijk
Honselersdijk est un village situé dans la commune néerlandaise de Westland, dans la province de la Hollande-Méridionale. Le 1er janvier 2008, le village comptait 7 365 habitants.